# Ричард Крамптън
Ричард Крамптън (на английски: Richard Crampton) е британски историк академик, специалист по история на България и Балканите, автор на книги за региона.

## Биография и творчество
Ричард Джон Крамптън е роден на 23 ноември 1940 г. във Великобритания. Следва в университета в Дъблин, където получава бакалавърска степен, после следва в Оксфордския университет, където получава магистърска степен, и получава дакторска степен по история в Лондонския университет.
След дипломирането си, работи в периода 1967 – 1978 г. като преподавател, в периода 1978 – 1988 г. като старши преподавател, а в периода 1988 – 1990 г. като професор по източноевропейска история. В периода 1990 – 1996 г. е преподавател по история в Оксфордския университет, а в периода 1996 – 2017 г. е професор по източноевропейска история в колежа „Сейнт Едмънд Хол“ на Оксфордския университет.
Документалните му книги са фокусирани върху българската и балканската история. Първата му книга „The Hollow Détente: Anglo-German Relations in theBalkans, 1911 – 1914“ (Кухото разведряване: англо-германските отношения на Балканите, 1911 – 1914 г.) е издадена през 1981 г., която описва период на международни отношения и усилията на Англия и Германия се опитват да задържат войната в Европа.
В книгата си „Кратка история на България“ от 1987 г., предназначена за по-широк кръг читатели, в три части описва събитията в България и тълкуването им – първата за събитията от края на Първата световна война, втората за времето на Втората световна война, и трета, разглеждаща комунистическото управление на страната до 1985 г.
С произведенията си за България той създава важни англоезични ресурси за балканската история. Въпреки че има специален интерес към източноевропейската история, неговите трудове на България са особено полезни в изследването на новата история на страната.
Ричард Крамптън живее със семейството си в Оксфорд.

## Произведения
- The Hollow Détente: Anglo-German Relations in theBalkans, 1911 – 1914 (1981)[1]
- Bulgaria, 1878 – 1918: A History, East European Monographs (1983)
- A Short History of Modern Bulgaria (1987)
Кратка история на България, изд. „Фондация „Отворено общество“ (1994), прев. Александър Шурбанов
- Eastern Europe in the Twentieth Century (1994, 1997)[3]
- Atlas of Eastern Europe in the Twentieth Century (1996) – с Бенджамин Крамптън
- The Balkans since the Second World War (2002)
- The Oxford History of Modern Europe: Bulgaria (2007)